# Michel Aglietta

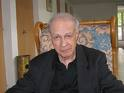
Michel Aglietta

Michel Aglietta (* 18. Februar 1938 in Chambéry, Département Savoie; † 24. April 2025) war ein französischer Professor für Volkswirtschaftslehre an der Universität Paris-Nanterre. Aglietta war Mitglied des Institut universitaire de France und beriet das staatliche Centre D’Études Prospectives et D’Informations Internationales (CEPII) sowie das Versicherungsunternehmen Groupama. V
Aglietta studierte an der École polytechnique. Ab 1965 war er als Administrator am Institut national de la statistique et des études économiques tätig. Parallel arbeitete er an seiner Doktorarbeit, Forschungsaufenthalten führten ihn nach Havard und an die Sorbonne. Sein Doktorvater war Raymond Barre. Mit der 1976 veröffentlichten Arbeit Régulation et crises du capitalisme. L’expériences des Etats-Unis wurde er zu einem der Mitbegründer der Regulationstheorie. Ab 192 hatter eine Professur an der Universität Paris-Nanterre inne. Von 1998 bis 2006 war er Mitglied des Cercle des économistes und von 1997 bis 2003 im Rat für ökonomische Analyse des Premierministers. 2013 wurde er Mitglied des Haut Conseil des finances publiques. In seinen Forschungsarbeiten erarbeitete er eine institutionelle und historische Makroökonomie.
Aglietta war anerkannter Experte für internationale Finanzmärkte.

## Werke (Auswahl)
- Régulation et crises du capitalisme. L'expériences des Etats-Unis. Calmann-Lévy, Paris 1976, ISBN 2-7021-0161-5.
- École de la régulation et critique de la raison économique. L’Harmattan, Paris 1994, ISBN 978-2-7384-2589-8.
- Cinquante ans après Bretton Woods. Economica, Paris 1995, ISBN 978-2-7178-2852-8.
- Ein neues Akkumulationsregime. VSA, Hamburg 2000, ISBN 978-3-87975-751-0.
- A Theory of Capitalist Regulation: The US Experience. Verso, London 2001, ISBN 978-1-85984-268-3 (französisch: Régulation et crises du capitalisme. L'expériences des Etats-Unis. Übersetzt von David Fernbach).
- La Monnaie entre violence et confiance. (mit André Orléan). Odile Jacob, Paris 2002, ISBN 978-2-7381-0929-3.
- Dérives du capitalisme financier. (mit Antoine Rebérioux). Albin Michel, Paris 2004, ISBN 978-2-226-14254-2.
- Désordres dans le capitalisme mondial. (mit Laurent Berrebi). Odile Jacob, Paris 2007, ISBN 978-2-7381-1896-7.
- La crise: Pourquoi on en est arrivé là? Comment en sortir? Michalon, Paris 2008, ISBN 978-2-84186-477-5.
- Macroéconomie financière. 5. Auflage. Editions La Découverte, Paris 2008, ISBN 978-2-7071-5427-9.
- Crise et rénovation de la finance. (mit Sandra Rigot). Odile Jacob, Paris 2009, ISBN 978-2-7381-2248-3.